# شمارياهو بن تسور
شمارياهو بن تسور (بالعبرية: שמריהו בן - צור) (مواليد 25 مارس 1944) سياسي إسرائيلي سابق خدم كعضو في الكنيست عن الحزب الوطني الديني بين عامي 1996 و1999.

## السيرة
ولد في اليمن في عام 1944 ثم هاجر بن تسور إلى إسرائيل في عام 1950. حصل على درجة البكالوريوس في الجامعة العبرية في القدس قبل أن يدرس للحصول على درجة الماجستير في العلوم السياسية في جامعة بار إيلان. عمل بعد ذلك مدرسا ومفتش مدرسة لوزارة التربية والتعليم. كما أنه أسس وترأس الاتحاد العالمي للمعلمين التوراة، ترأس اتحاد المعلمين الدينيين وكان يشغل الأمين العام لنقابة المعلمين.
انتخب للكنيست على قائمة الحزب الوطني الديني في عام 1996 وعين نائب رئيس المجلس. تم وضعه في المرتبة العاشرة على قائمة الحزب لانتخابات عام 1999 لكنه خسر مقعده كما انخفضت مقاعد الحزب من 9 إلى 5.